# تیراندازی سوم شخص

رد دد ریدمپشن یک بازی تیراندازی سوم شخص

تیراندازی سوم شخص (به انگلیسی: Third-person shooter) سبکی در بازی رایانه‌ای است که خود زیرمجموعهٔ سبک‌های تیراندازی و اکشن قرار می‌گیرد، گیم‌پلی بازی به صورتی طراحی شده که بازی‌کننده تمام محیط بازی چه شخصیت بازی چه محیط بازی را بر خلاف سبک تیراندازی اول شخص می‌تواند ببیند.

## مثال های معروف
از بازی‌های تیراندازی سوم شخص محبوب می‌توان به مکس پین (مجموعه بازی)، جی تی ای (مجموعه بازی)،رددد ردمپشن(مجموعه بازی) د لست آف آس ۱ و ۲ ،رزیدنت ایول(مجموعه بازی)، هیتمن (مجموعه بازی)، کیش یک آدم کش (مجموعه بازی)، آلن ویک، سگ های نگهبان ۱ و ۲، مرد عنکبوتی (مجموعه بازی)، آنچارتد، چرخ‌های جنگ، ارتش دونفره، فضای مرده، قلمرو دوتایی، تأثیر فراگیر، تنظیمات عملیات:خط ، کال آف دیوتی ، فورتنایت ، فری فایر و… نام برد.